# Tabu (album)
Tabu je debitantski studijski album slovenske pop rock skupine Tabu, izdan maja 2000 pri založbi Menart Records. Pesem »On« je priredba pesmi »Torn« skupine Ednaswap (najbolj znana je izvedba avstralske pevke Natalie Imbruglia).

## Seznam pesmi
| Št.             | Naslov                         | Besedilo        | Glasba                                       | Dolžina |
| --------------- | ------------------------------ | --------------- | -------------------------------------------- | ------- |
| 1.              | „Dobra vila‟                   | Iztok Melanšek  | Tomaž Trop                                   | 3:44    |
| 2.              | „Tabu‟                         | Marjan Pader    | Pader                                        | 3:03    |
| 3.              | „Telegram‟                     | Pader           | Trop                                         | 3:09    |
| 4.              | „Rada bi nazaj‟                | Pader           | Pader                                        | 3:40    |
| 5.              | „Adrenalin‟                    | Pader           | Trop                                         | 2:47    |
| 6.              | „Ne hodi mi blizu‟             | Pader           | Trop                                         | 3:40    |
| 7.              | „Mladost‟                      | Pader           | Trop                                         | 3:25    |
| 8.              | „Avantura‟                     | Pader           | Trop                                         | 3:38    |
| 9.              | „Avtoštop‟                     | Pader           | Trop                                         | 2:58    |
| 10.             | „Tebe ni‟                      | Pader           | Trop                                         | 3:25    |
| 11.             | „On‟                           | Pader           | Scott Cutler • Anne Preven • Phil Thornalley | 4:15    |
| 12.             | „Lahko sem srce‟ (bonus pesem) | Drago Mislej    | Trop                                         | 2:42    |
| Skupna dolžina: | Skupna dolžina:                | Skupna dolžina: | Skupna dolžina:                              | 37:56   |

## Zasedba

### Tabu
- Nina Vodopivec — vokal, spremljevalni vokal
- Tomaž Trop — električna kitara, spremljevalni vokal
- Marjan Pader — akustična kitara, spremljevalni vokal
- Iztok Melanšek — bas kitara, spremljevalni vokal
- Primož Štorman — bobni, perkusija, spremljevalni vokal
- Sandi Trojner — klaviature

### Ostali
- Aco Razbornik — mastering, miksanje (2, 5)
- Žarko Pak — produkcija (vse razen 11), snemanje, programiranje, miksanje (1, 3, 4, 6–12)
- Toni Jurij — produkcija (11)